# Finn Brothers
Finn Brothers é um duo neozelandês de rock formado pelos irmãos Neil e Tim Finn.
Os irmãos começaram a fazer música juntos desde cedo. Neil, aos dezoito anos, juntou-se ao seu irmão mais velho Tim, no grupo de rock Split Enz. Com o fim da banda em 1984, ambos tiveram dificuldades em manter suas carreiras na música.
Neil iniciou a sua própria banda, Crowded House e, posteriormente, gravou dois álbuns solo após a separação do conjunto em 1996.
Em 2007, Neil reformou o Crowded House e lançou um novo álbum começando uma turnê.
Tim começou uma carreira solo em 1983, antes do fim do Split Enz  e, de modo temporário, juntou-se ao Crowded House para a gravação do álbum Woodface de 1991.
Em Junho de 1993, os irmãos foram condecorados com a Ordem do Império Britânico, pela sua contribuição para a música da Nova Zelândia.

## Discografia
- Finn (1995)
- Everyone Is Here (2004)